# 帯広市消防本部

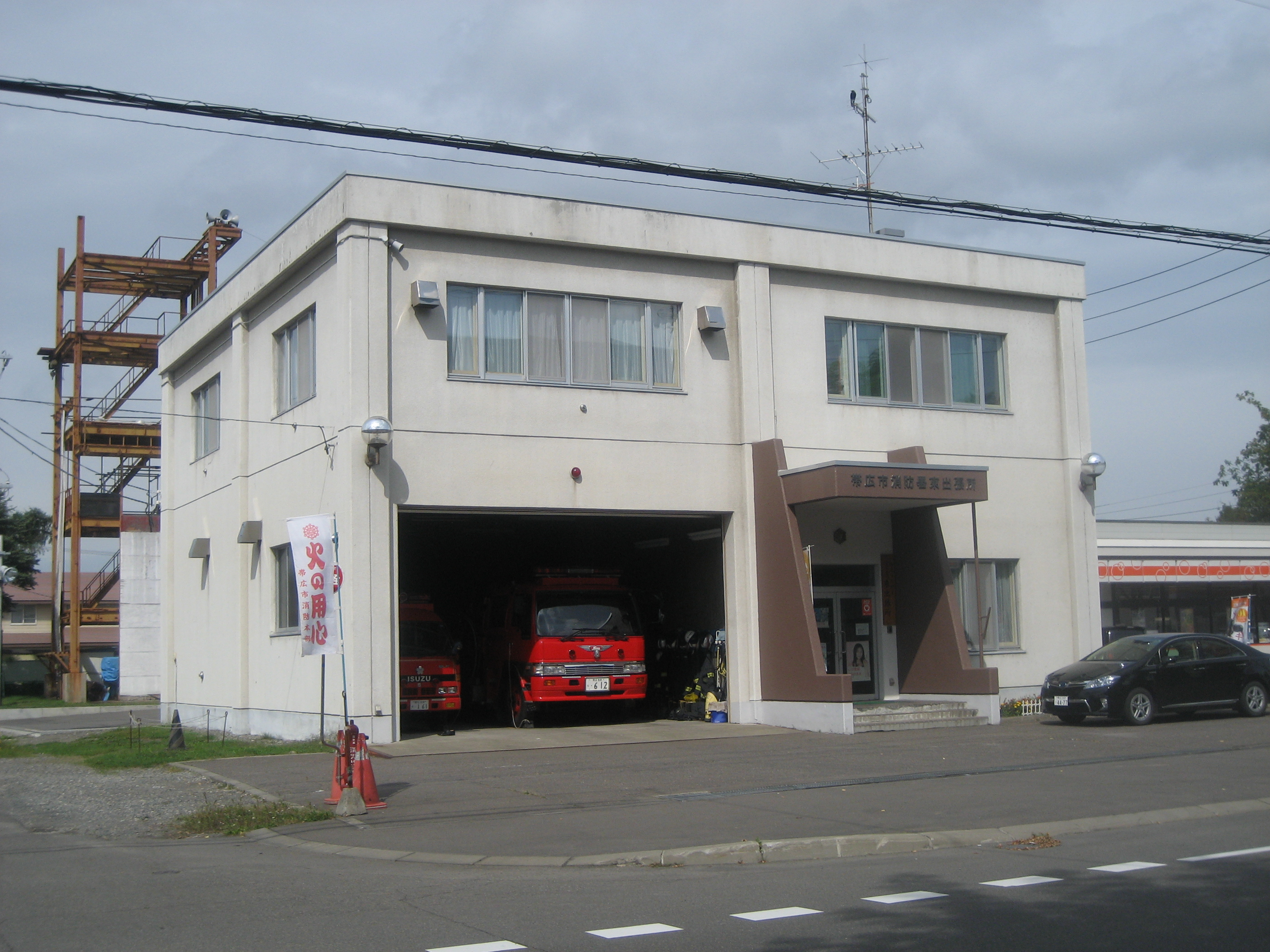
東出張所

帯広市消防本部（おびひろししょうぼうほんぶ）は、北海道帯広市にあった消防部局（消防本部）。

## 沿革
- 1950年（昭和25年）4月1日：帯広市消防本部設置。
- 1952年（昭和27年）7月1日：帯広市消防署設置。大通分遣所を鉄南出張所に改称。
- 1960年（昭和35年）9月1日：緑ケ丘出張所開設。
- 1963年（昭和38年）11月6日：消防庁舎新築（西5条南5丁目）。
- 1964年（昭和39年）4月10日：救急業務開始。
- 1969年（昭和44年）1月10日：西出張所開設。
- 1970年（昭和45年）
  - 5月10日：救急車のサイレンを電子音（ピーポーサイレン）に変更。
  - 12月12日：鉄南出張所改築。
- 1971年（昭和46年）12月1日：大空出張所開設。
- 1972年（昭和47年）4月1日：大正分遣所開設。
- 1974年（昭和49年）2月9日：消防第2庁舎新築（西5条南5丁目）。
- 1977年（昭和52年）12月15日：南出張所開設。
- 1979年（昭和54年）2月1日：帯広市消防音楽隊発足。
- 1980年（昭和55年）12月21日：大正分遣所が出張所に昇格。
- 1981年（昭和56年）
  - 2月25日：大正出張所救急業務開始。
  - 3月1日：大正出張所空港詰所開設。
  - 12月21日：東出張所開設。
- 1985年（昭和60年）4月1日：南出張所救急業務開始。
- 1988年（昭和63年）12月15日：緑ケ丘出張所改築。
- 1992年（平成4年）7月1日：大正出張所空港詰所廃止。
- 1993年（平成5年）12月27日：森の里出張所開設。
- 1995年（平成7年）
  - 3月1日：高規格救急車運用開始。
  - 11月1日：森の里出張所救急業務開始。
- 1999年（平成11年）7月19日：消防庁舎が現在地（西6条南6丁目）に新築移転。
- 2000年（平成12年）4月7日：鉄南出張所救急業務開始。
- 2001年（平成13年）
  - 4月1日：帯広市消防音楽隊廃止。
  - 10月1日：川西分遣所開設。
- 2008年（平成20年）4月1日：南出張所・大空出張所統合し、南出張所新築移転（西17条南41丁目）。
- 2012年（平成24年）12月5日：鉄南出張所閉鎖し、東出張所改築。
- 2015年（平成27年）2月20日：とかち広域消防事務組合設立法定協議及び調印式開催[2]。
- 2016年（平成28年）4月1日：十勝圏域6消防本部統合し、とかち広域消防事務組合業務開始[3]。

## 組織
「消防機構」参照
- 消防本部
  - 総務課
    - 総務係

  - 消防課
    - 消防係
    - 予防係

  - 通信課
    - 通信第1係
    - 通信第2係
- 消防署
  - 警防課
    - 管理1係
    - 管理2係
    - 警防1係
    - 警防2係
    - 緑ヶ丘出張所
    - 西出張所
    - 川西分遣所

  - 救急課
    - 救急1係
    - 救急2係
    - 南出張所
    - 大正出張所
    - 東出張所
    - 森の里出張所

  - よぼう普及課
    - よぼう普及1係
    - よぼう普及2係

## 消防車両

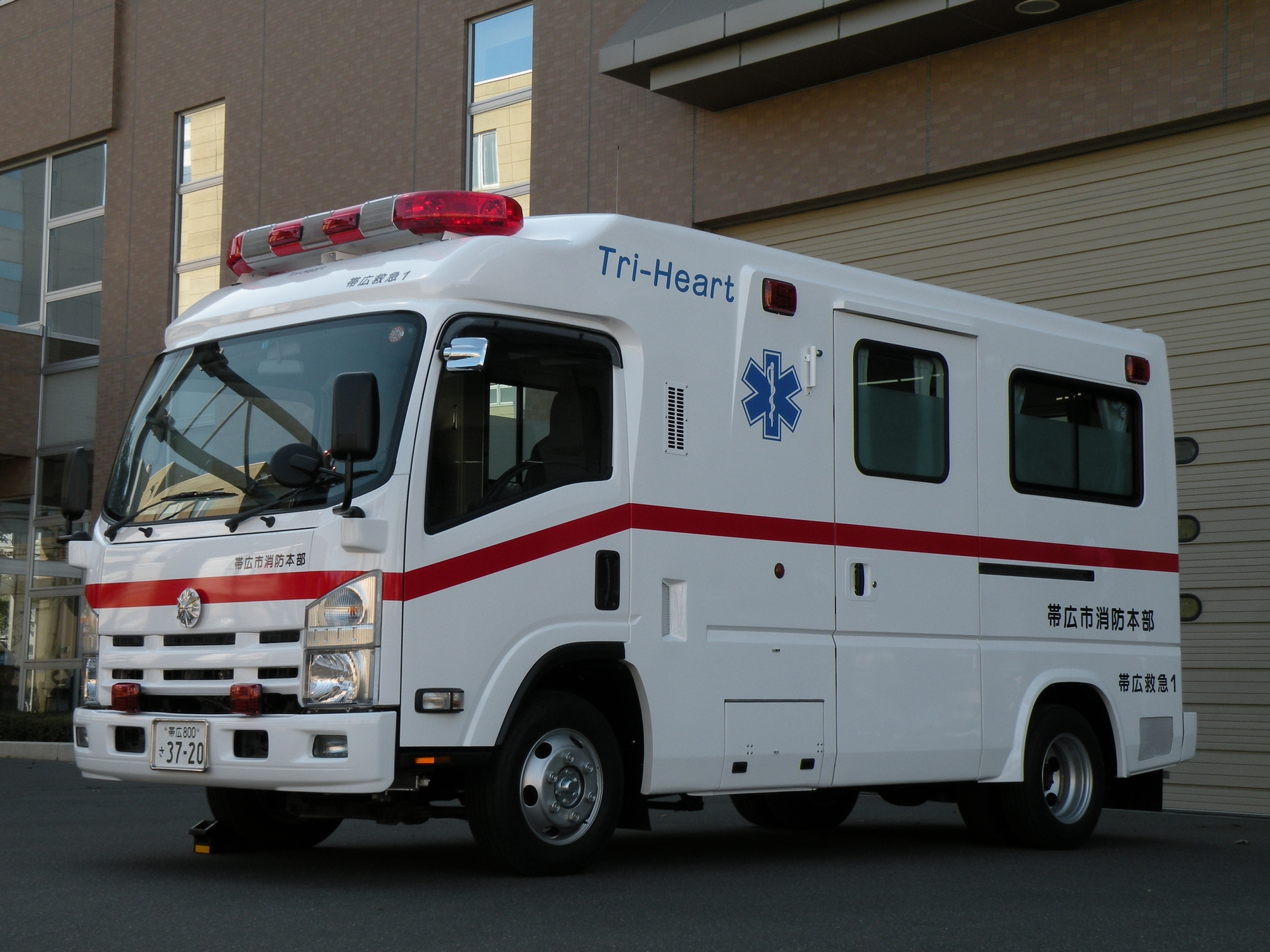
高規格救急車

「消防車両」参照
- 水槽付消防ポンプ車：13
- 消防ポンプ車：6
- 小型動力ポンプ付水槽者：1
- はしご車：1
- 屈折はしご車：1
- 化学車：2
- 救助工作車：1
- 高規格救急車：6
- 指揮車：1
- その他：9

- 高規格救急車

## 消防署
| 消防署       | 住所            | 出張所 | 分遣所                  |
| ------------ | --------------- | --- | ----------------------- |
| 帯広市消防署 | 西6条南6丁目3-1 | 緑ヶ丘：緑ヶ丘東通西1 西：西19条北1丁目6-5 南：西17条南41丁目5-9 大正：大正本町西1条1丁目2-3 東：東7条南11丁目1-3 森の里：西22条南4丁目1-3 | 川西：清川町西2線128-10 |